# یواس‌اس اناپولیس (ای‌جی‌ام‌آر-۱)
یواس‌اس اناپولیس (ای‌جی‌ام‌آر-۱) (به انگلیسی: USS Annapolis (AGMR-1)) یک کشتی بود که طول آن ۵۵۷ فوت (۱۷۰ متر) بود. این کشتی در سال ۱۹۴۴ ساخته شد.